# Gobierno de la Federación de Rusia
El Gobierno de la Federación de Rusia, comúnmente llamado Gobierno Federal Ruso, es el órgano político que en este país tiene encomendado por la Constitución el poder ejecutivo federal; sin embargo, la realidad de la arquitectura institucional rusa hace que, de hecho, esta potestad sea ejercida de forma compartida por el Gobierno con el presidente de la Federación, resultando así una estructura bicéfala del poder ejecutivo.
El Gobierno de la Federación está integrado por el presidente del Gobierno (a veces llamado primer ministro), nombrado por el presidente del país previa aprobación de la Duma del Estado, más los vicepresidentes y los ministros federales, nombrados todos estos por el presidente de la Federación a propuesta del presidente del Gobierno.

## Nombramiento y cese
El nombramiento del Gobierno no se lleva a cabo de manera uniforme, a pesar de tratarse de un órgano indudablemente colegiado. Existe un proceso diferenciado para la designación del presidente del Gobierno y otro distinto para sus vicepresidentes y ministros federales. Sin embargo, el cese del Gobierno sí que puede presentarse como un único acto jurídico en determinadas situaciones.
El presidente del Gobierno es designado libremente por el presidente de la Federación entre los ciudadanos rusos mayores de edad y en pleno ejercicio de sus capacidades civiles. La Ley Federal Constitucional "Acerca del Gobierno de la Federación de Rusia" (31.12.1997 N.º 2-FKZ) en su Artículo 11 prohíbe taxativamente a los miembros del Gobierno formar parte del Consejo de la Federación o ser diputado de la Duma Estatal. Una vez más, se puede leer en la no extracción del jefe del gobierno entre los miembros del poder legislativo uno de los tantos rasgos presidencialistas que configuran el sistema, diferenciándolo netamente de los sistemas típicamente parlamentarios. Es decir, la forma de gobierno de la Federación de Rusia es semipresidencial.
Ahora bien, aunque la designación es libre, para que el nombramiento pueda darse es precisa la aprobación del candidato por la Duma del Estado, esto es, la cámara baja de la Asamblea Federal. Obtenido el consentimiento de la Duma, que dispone de una semana para examinar la propuesta del jefe del Estado, el presidente de la Federación nombrará presidente del Gobierno al candidato designado. Sin embargo, cabe que la Duma niegue su confianza parlamentaria a la persona designada por el presidente federal; en tal caso, este dispondrá de un máximo de dos semanas más para presentar hasta dos candidatos sucesivos, que podrán ser distintos o ser el mismo propuesto inicialmente (el presidente federal tiene plena libertad para escoger candidato, si bien lo razonable sería pensar en un candidato proveniente de la mayoría parlamentaria). Si los tres candidatos propuestos fueran rechazados uno tras otro por la Duma, el presidente de la Federación nombrará libremente jefe del Gobierno federal y disolverá simultáneamente la Duma, convocando a comicios para elegir una nueva cámara baja. Esta forma de sanción política al parlamento, verdadero instrumento de presión contra una Duma hostil o vacilante ante los proyectos del presidente federal, refuerza una vez más los poderes presidenciales frente a un poder legislativo apreciablemente débil.
Una vez el presidente de la Federación haya nombrado un presidente de Gobierno, el nuevo jefe del ejecutivo dispondrá de un plazo de una semana para presentarle a aquel proposiciones respecto a la futura estructura del Gobierno federal. El hecho mismo de que la Constitución rusa hable de proposiciones en plural emite una nueva señal sobre la genuina fuerza decisoria del jefe del Estado, que no tiene que limitarse a consentir en el organigrama que le presente el nuevo jefe de Gobierno, sino que puede perfectamente rebatir sus propuestas y obligarlo a presentar otras nuevas, conduciendo a una verdadera negociación que determinará la futura estructura del Gobierno federal. 
En la misma línea, el presidente del Gobierno someterá a examen del presidente de la Federación los candidatos a ocupar los cargos de vicepresidentes del Gobierno y de ministros federales. Con este método, el jefe de Gobierno y el jefe del Estado acuerdan tanto la estructura orgánica del Gobierno como la lista de sus miembros, que finalmente deberán ser nombrados por el presidente federal.

## Funciones
Las funciones del Gobierno federal vienen determinadas por la  Constitución de 1993 y por las diversas leyes que en este aspecto han desarrollado y completado su contenido, fundamentalmente la Ley federal constitucional sobre el Gobierno, adoptada en diciembre de 2008.  
Al Gobierno de la Federación de Rusia corresponde:
- garantizar la observancia del Derecho y velar por el orden y la seguridad públicos, defendiendo especialmente el respeto a los derechos fundamentales y a las libertades de los ciudadanos, incluido su derecho a la propiedad privada;
- ejecutar una política de defensa nacional y de seguridad en consonancia con la política exterior de la Federación;
- establecer y aplicar una política nacional única en los ámbitos de la cultura, la educación, la investigación científica, la sanidad, la seguridad social y el medio ambiente;
- fijar y supervisar la aplicación de la política económica, financiera, crediticia y monetaria de la Federación;
- confeccionar el proyecto de presupuestos federales y, tras su aprobación definitiva por la Duma, garantizar su cumplimiento;
- dirigir la actividad de la Administración federal, cuyo control ejerce a través de la Oficina Ejecutiva del Gobierno, al servicio de los intereses nacionales y de la política del Gobierno.

Asimismo dispone de las siguientes prerrogativas, que ejerce con carácter exclusivo, para el ejercicio de sus funciones:
- Puede elevar iniciativas legislativas a consideración de la Asamblea Federal;
- Negociar y autorizar la ratificación de tratados internacionales;
- Autorizar la emisión de deuda pública y títulos del Estado;
- Determinar la creación, modificación o supresión de cualesquiera órganos internos y organismos públicos federales, tanto centrales como periféricos, que tengan como objetivo el ejercicio de funciones derivadas del poder ejecutivo;
- Asignar los fondos públicos de la Federación, dentro del marco de partidas determinado por los presupuestos federales;
- Establecer programas de desarrollo económico para zonas determinadas del territorio nacional;
- Determinar la nomenclatura de precios de los bienes y servicios públicos ofrecidos por el Estado, así como fijar la tarifa de precios para bienes escasos o estratégicos;
- Impulsar procesos de privatización de propiedades o de actividades económicas ejercidas en régimen de monopolio por el sector público.

## Organización y composición

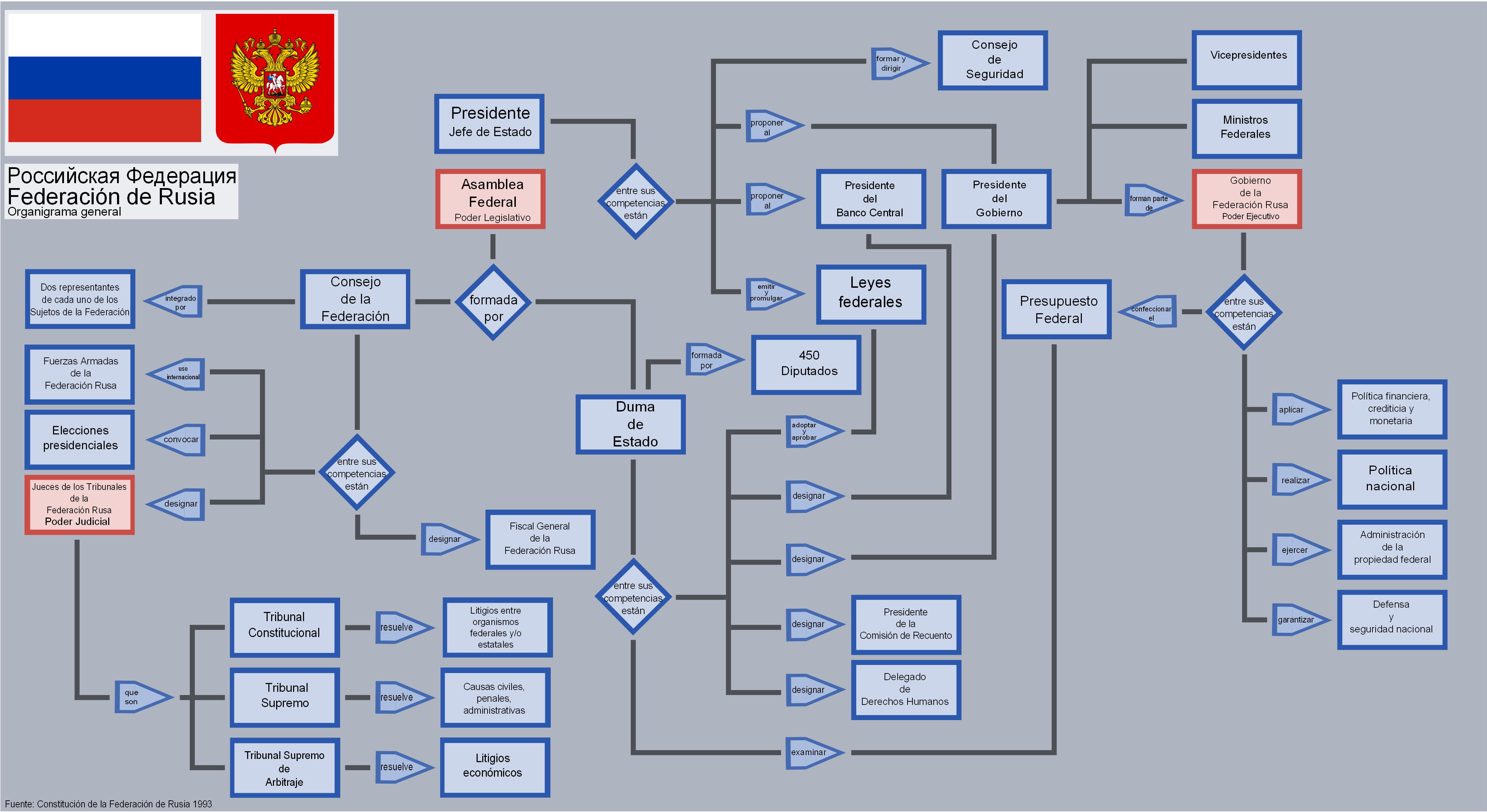
Estructura general de la Constitución de la Federación de Rusia

El Gobierno de la Federación de Rusia se compone de un presidente, los vicepresidentes y los ministros federales. 
- El presidente del Gobierno (véase más abajo).
- Los vicepresidentes del Gobierno, que pueden ser primeros vicepresidentes o ministros-vicepresidentes (y ostentar una cartera ministerial) participan de la programación general del Gobierno y de sus políticas en el ámbito sectorial o general que les sea propio, pudiendo dirimir instrucciones a los demás miembros del Gobierno, bajo la autoridad del presidente.

- Los ministros federales se encuentran al frente de determinadas áreas políticas de la responsabilidad gubernamental, apoyándose para el ejercicio de sus funciones directivas en sus respectivos departamentos o ministerios. Pueden existir también ministros sin cartera a los que el presidente del Gobierno encomienda determinadas tareas o funciones políticas específicas bajo su supervisión.

### Estructura interna
Su funcionamiento se proyecta a través de una estructura orgánica interna integrada por los siguientes órganos:
- Consejo de Ministros o plenario del Gobierno: integrado por todos sus miembros, es la única instancia con poder para aprobar válidamente actos que supongan el ejercicio de las competencias expresamente atribuidas al Gobierno por la Constitución federal.
- Praesidium o Presidium: de existencia facultativa, encabezado por el presidente del Gobierno y compuesta por los miembros del ejecutivo a los que este designe, en su caso. Ninguno de los actos aprobados por este órgano puede contravenir los acuerdos adoptados en Consejo de Ministros, que a su vez está siempre facultado para derogarlos.
- Comités de trabajo, comisiones y consejos: son órganos fundamentalmente encargados del seguimiento de determinadas cuestiones o asuntos políticos considerados homogéneos y relevantes por el presidente del Gobierno. Sólo los consejos disponen de una mayor autonomía, dotados de un presidente permanente, una secretaría y de su propio reglamento interno.Despacho semanal entre el presidente ruso y el presidente del Gobierno en el Kremlin

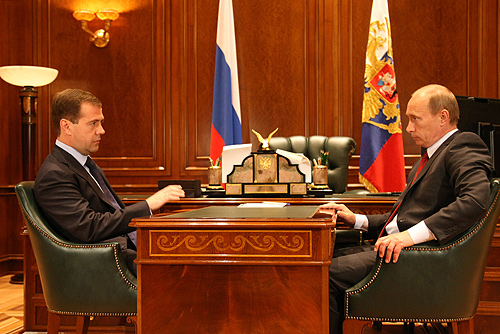
Despacho semanal entre el presidente ruso y el presidente del Gobierno en el Kremlin

### Presidente del Gobierno
El presidente del Gobierno de la Federación de Rusia, también conocido como primer ministro, es el jefe del gobierno. Ostenta la máxima representación institucional del Gobierno, tanto dentro como fuera del país; preside las reuniones del Gobierno y las de aquellos de sus órganos internos y auxiliares de los que participe, y dirige y modera sus debates, donde dispone de voto de calidad; es el responsable de someter al presidente de la Federación las propuestas de estructuración interna del Gobierno y de los cuerpos y órganos ejecutivos de la Federación, así como de proponer el nombramiento o el cese de sus titulares, incluidos los demás miembros del Gobierno; y reparte asimismo entre los miembros del Gobierno sus responsabilidades y los trabajos.

## Miembros del Gobierno
Desde un decreto presidencial en 2020 los miembros del Gobierno se organizaron en el propio presidente del Gobierno, diez vice primeros ministros y veintiún ministros. Además, desde julio de 2021 Mishustin ordenó la distribución de los poderes de los distritos federales de Rusia a ocho de los diez vice primeros ministros. La composición actual de los titulares de los miembros del Gobierno es la siguiente:
| Cargo                                             | Cargo | Titular | Titular | Titular               | Desde el                | Partido político |
| ------------------------------------------------- | --- | ------- | ------- | --------------------- | ----------------------- | ---------------- |
| Presidente del Gobierno                           | Presidente del Gobierno |         |         | Mijaíl Mishustin      | 16 de enero de 2020     | Independiente    |
| Vice primeros ministros de la Federación de Rusia | |         |         |                       |                         |                  |
| Cargo                                             | Departamento | Titular | Titular | Titular               | Desde el                | Partido político |
| Primer vice primer ministro                       | Vice primer ministro Primer vice primer ministro |         |         | Denis Manturov        | 14 de mayo de 2024      | Independiente    |
| Vice primer ministro                              | Vice primer ministro Jefe del Gabinete Ejecutivo del Gobierno |         |         | Dmitri Grigorenko     | 14 de mayo de 2024      | Independiente    |
| Vice primer ministro                              | Vice primer ministro para Ciencia, Educación Superior, Economía Digital, Medios de Comunicación, Turismo y Deportes Curador ante el Distrito Federal del Volga   |         |         | Dmitri Chernyshenko   | 21 de enero de 2020     | Independiente    |
| Vice primera ministra                             | Vice primera ministra para Política Social y Cultural Curadora ante el Distrito Federal del Noroeste                                                             |         |         | Tatiana Gólikova      | 18 de mayo de 2018      | Rusia Unida      |
| Vice primer ministro                              | Vice primer ministro para Construcción, Vivienda y Desarrollo Regional Curador ante el Distrito Federal del Sur                                                  |         |         | Marat Jusnulin        | 21 de enero de 2020     | Independiente    |
| Vice primer ministro                              | Vice primer ministro para Instalaciones de Energía y Combustibles Curador ante el Distrito Federal del Cáucaso Norte                                             |         |         | Aleksandr Novak       | 10 de noviembre de 2020 | Independiente    |
| Vice primer ministro primero                      | Vice primer ministro para la Integración Euroasiática, Cooperación con la CEI, los BRICS y el G20 y Eventos Internacionales                                      |         |         | Alekséi Overchuk      | 14 de mayo de 2024      | Independiente    |
| Vice primer ministro                              | Vice primer ministro para Instalaciones Agroindustriales, Recursos Naturales y Ecología Curadora ante el Distrito Federal de Siberia                             |         |         | Dmitri Patrushev      | 14 de mayo de 2024      | Independiente    |
| Vice primer ministro                              | Vice primer ministro para Transporte Curador ante el Distrito Federal del Ural                                                                                   |         |         | Vitali Saveliev       | 14 de mayo de 2024      | Independiente    |
| Vice primer ministro                              | Vice primer ministro Representante plenipotenciario del presidente en el Distrito federal del Lejano Oriente Curador ante el Distrito Federal del Lejano Oriente |         |         | Yuri Trutnev          | 31 de agosto de 2013    | Rusia Unida      |
| Ministros de la Federación de Rusia               | |         |         |                       |                         |                  |
| Cargo                                             | Ministerio | Titular | Titular | Titular               | Desde el                | Partido político |
| Ministro                                          | Ministro del Interior |         |         | Vladímir Kolokoltsev  | 21 de mayo de 2012      | Independiente    |
| Ministro                                          | Ministro de Defensa Civil, Emergencias y Eliminación de Consecuencias de Desastres Naturales                                                                     |         |         | Alexander Kurenkov    | 25 de mayo de 2022      | Rusia Unida      |
| Ministro                                          | Ministro de Salud |         |         | Mijaíl Murashko       | 21 de enero de 2020     | Independiente    |
| Ministro                                          | Ministro de Relaciones Exteriores |         |         | Serguéi Lavrov        | 9 de marzo de 2004      | Independiente    |
| Ministro                                          | Ministra de Cultura |         |         | Olga Liubímova        | 21 de enero de 2020     | Rusia Unida      |
| Ministro                                          | Ministro de Defensa |         |         | Andréi Beloúsov       | 12 de mayo de 2024      | Independiente    |
| Ministro                                          | Ministro de Educación |         |         | Serguéi Kravtsov      | 21 de enero de 2020     | Independiente    |
| Ministro                                          | Ministro de Ciencia y Educación Superior |         |         | Valeri Falkov         | 21 de enero de 2020     | Rusia Unida      |
| Ministro                                          | Ministro de Desarrollo del Lejano Oriente y el Ártico |         |         | Alexéi Chekunkov      | 10 de noviembre de 2020 | Independiente    |
| Ministro                                          | Ministro de Recursos Naturales y Medio Ambiente |         |         | Alexander Kozlov      | 10 de noviembre de 2020 | Rusia Unida      |
| Ministro                                          | Ministro de Industria y Comercio |         |         | Antón Alijánov        | 14 de mayo de 2024      | Rusia Unida      |
| Ministro                                          | Ministro de Desarrollo Digital, Comunicaciones y Medios Masivos                                                                                                  |         |         | Maksut Shadayev       | 21 de enero de 2020     | Independiente    |
| Ministro                                          | Ministra de Agricultura |         |         | Oksana Lut            | 14 de mayo de 2024      | Independiente    |
| Ministro                                          | Ministro de Construcción, Vivienda y Servicios Públicos |         |         | Irek Faizullin        | 10 de noviembre de 2020 | Independiente    |
| Ministro                                          | Ministro de Deportes |         |         | Mijaíl Degtiariov     | 14 de mayo de 2024      | Independiente    |
| Ministro                                          | Ministro de Transporte |         |         | Román Starovoit       | 14 de mayo de 2024      | Rusia Unida      |
| Ministro                                          | Ministro de Trabajo y Protección Social |         |         | Anton Kotyakov        | 21 de enero de 2020     | Independiente    |
| Ministro                                          | Ministro de Finanzas |         |         | Anton Siluanov        | 16 de diciembre de 2011 | Rusia Unida      |
| Ministro                                          | Ministro de Desarrollo Económico |         |         | Maxim Reshetnikov     | 21 de enero de 2020     | Rusia Unida      |
| Ministro                                          | Ministro de Energía |         |         | Serguéi Tsivilev      | 14 de mayo de 2024      | Rusia Unida      |
| Ministro                                          | Ministro de Justicia |         |         | Konstantin Chuichenko | 21 de enero de 2020     | Independiente    |